# Josef Deitmer

Josef Deitmer (1904)

Unterschrift Deitmers

Josef Carl Maria Deitmer (* 12. August 1865 in Münster; † 16. Januar 1929 in Berlin) war ein deutscher katholischer Theologe, letzter Fürstbischöflicher Delegat an Sankt Hedwig und Breslauer Weihbischof mit Sitz in Berlin.

## Leben
Aus dem Münsterland stammend, studierte Josef Deitmer in Innsbruck und Münster Theologie. In Münster war er aktives Mitglied der katholischen Studentenverbindung KStV Germania im KV. Am 17. Dezember 1887 wurde er in der Diözese Münster zum Priester geweiht. Danach war er als Kaplan zunächst in Kevelaer, ab Oktober 1892 in Sankt Matthias in Berlin-Schöneberg tätig. Ab dem 10. August 1893 war er erster Seelsorger und Kuratus in Berlin-Steglitz. Kurze Zeit später, am 20. Juni 1894, wurde die Steglitzer Kuratie zur eigenständigen Pfarrei erhoben. 1899/1900 leitete Deitmer als Bauherr die Errichtung der Rosenkranzkirche.
Deitmer gliederte das an Mitgliedern wachsende Pfarrgebiet in den folgenden Jahren in die Gemeinden Heilige Familie (1904 wurde deren Kirche in Groß-Lichterfelde bei Berlin geweiht), Herz-Jesu in Berlin-Zehlendorf (1908) und Sankt Marien in Berlin-Friedenau (1914).

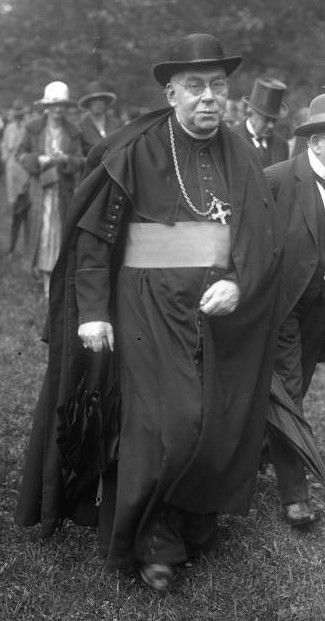
Josef Deitmer (1925)

Am 15. August 1920 wurde Deitmer Fürstbischöflicher Delegat für Brandenburg und Pommern sowie Propst an Sankt Hedwig in Berlin. Am 19. Februar 1923 wurde er von Papst Pius XI. zum Weihbischof in Breslau als Titularbischof von Sora mit Sitz in Berlin ernannt. Am 1. Mai 1923 konsekrierte ihn Fürstbischof Adolf Kardinal Bertram, was von der Öffentlichkeit damals als Hinweis auf die bevorstehende Errichtung eines eigenständigen Berliner Bistums angesehen wurde. Viele Teile des Klerus sahen darin jedoch eher eine Stärkung der Stellung des Bistums Breslau. Bald nach dem Tode Deitmers wurde am 13. August 1930 im Zuge der Erhebung des Bistums Breslau zum Erzbistum die Fürstbischofliche Delegatur für Brandenburg und Pommern als Bistum Berlin zu dessen Suffragan erhoben.
Weihbischof Josef Deitmers Grab befindet sich nach dem Wiederaufbau der im Krieg zerstörten Sankt-Hedwigs-Kathedrale neben den ersten drei Berliner Bischöfen in deren Unterkirche.
Auf dem denkmalgeschützten St.-Hedwig-Friedhof in der Konrad-Wolf-Straße im Bezirk Lichtenberg, Ortsteil Berlin-Alt-Hohenschönhausen, wird seiner gedacht. Auf einer schlicht gestalteten Gedenkanlage mit der Aufschrift Das ewige Licht leuchte ihnen. Den verstorbenen Brandenburgern unmittelbar neben der Friedhofskapelle sind alle verstorbenen Mitglieder der St.-Hedwigs-Gemeinde vermerkt. Darunter findet sich an exponierter Stelle auch Weihbischof Joseph Deitmer † 16. 1. 1929.

## Wirken
Der Diözesangeschichtsverein in Berlin geht auf eine gemeinsame Gründung des Pfarrers Carl Sonnenschein, des Historikers Karl Heinrich Schäfer und Josef Deitmer im Jahr 1928 zurück. Dieser Verein hat zum Ziel, das Interesse für die lokale Kirchengeschichte zu wecken und zur wissenschaftlichen Erforschung beizutragen.
Deitmer konsekrierte mehrere Kirchen in Berlin, darunter Sankt Michael in Berlin-Wannsee am 12. Juni 1927 und Sankt Augustinus in Berlin-Prenzlauer Berg am 16. September 1928. Schon 1912 war er bei der ersten Eucharistiefeier in der Kirche Mater Dolorosa in Berlin-Lankwitz zugegen, deren Grundsteinlegung er ein Jahr zuvor vorgenommen hatte. Am 11. November 1928 konnte Deitmer auch noch den Grundstein für das Kirchengebäude der Gemeinde Heilige Familie in Berlin-Prenzlauer Berg legen, das schließlich 1930 vom ersten Bischof des Bistums Berlin, Christian Schreiber, konsekriert wurde.
Deitmer setzte sich sehr für die Jugend ein. Mit Bernhard Lichtenberg war er sich darin einig, dass Berlin dringend ein katholisches Gymnasium braucht. Auf Deitmers Anregung wurde daraufhin den Patres der Gesellschaft Jesu ein geeignetes Grundstück in Berlin-Charlottenburg zur Verfügung gestellt, die dort 1925 das Canisius-Kolleg gründeten (heute in Berlin-Tiergarten).

## Ehrungen

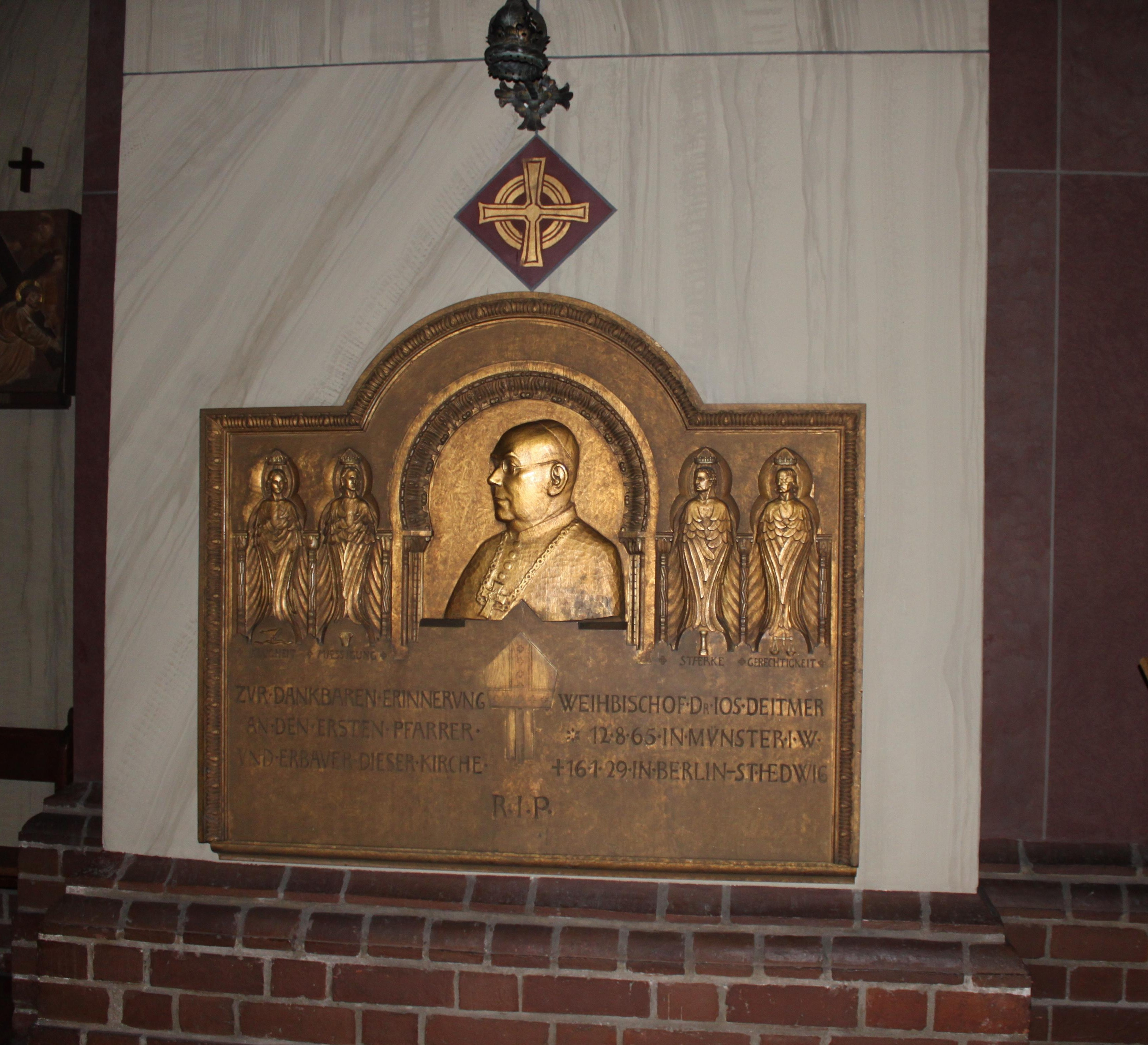
Gedenktafel in der Rosenkranz-Basilika

In Berlin-Steglitz ist eine Straße nach Deitmer benannt, in der es auch ein Seniorenwohnhaus gibt, das seinen Namen trägt. In der Rosenkranz-Basilika in Berlin-Steglitz und an seinem Grab in der Sankt-Hedwigs-Kathedrale in Berlin-Mitte befinden sich Gedenktafeln, die an Deitmer erinnern.